# موسم الحوريات
موسم الحوريات رواية للأديب الفلسطيني الأردني جمال ناجي، صدرت عن دار بلومزبري ومؤسسة قطر للنشر، في أواخر ماي سنة 2015، وتتكون من 288 صفحة. تتناول الرواية عوالم الجهاديين، والفساد، والصراعات النفسية، حيث يواجه فواز باشا نبوءة تتنبأ بمقتله على يد ابنه غير الشرعي، الذي نشأ في بيئة متشددة وأصبح مقاتلًا.

## نبذة
تدور أحداث القصة داخل موجات العنف التي تعصف بالعالم العربي، حيث تتسلل عرّافة إلى حياة رجل أعمال ثري يدعى الباشا فواز، حاملة له نبوءة تغيّر مصيره بالكامل. في الوقت ذاته، يكتشف شاب عشريني، يقاتل في صفوف إحدى الجماعات الإسلامية ضد النظام السوري، حقيقة صادمة تهز كيانه. ممزقًا بين مشاعر الخزي والخداع، ينجرف في طريق الانتقام والتدمير الذاتي. تدور أحداث منطقة تمزقها الصراعات الطائفية والمذهبية، حيث يسلك الرجلان، كلٌّ في مرحلته المختلفة من الحياة، طريقًا يقودهما إلى مصير غامض.
يرسم جمال ناجي شخصياته وأماكن روايته بعد الربيع العربي، متنقلًا بقرّائه بين الأردن، العراق، سوريا، أفغانستان، وحتى الهند. تزخر الرواية بالمفاجآت، وتكشف بعمق عن واقع العنف، وصعود التطرف، وتفاقم مشاعر اليأس لدى الشباب في المنطقة.

## الأسلوب
تعتمد رواية موسم الحوريات على تعدد الأصوات السردية، مما يمنح الشخصيات حرية التعبير عن وجهات نظرها دون تدخل مباشر من الراوي. يتسم السرد بالتشابك، حيث تنطلق الحبكة من نبوءة تتنبأ بمقتل فواز باشا على يد ابنه، رغم أنه لم يُرزق بولد، مما يدفعه إلى محاولة تغيير مصيره، لكنه في النهاية يسهم في تحقيقه دون قصد. كما تسلط الرواية الضوء على القضايا الاجتماعية والسياسية، موضحةً كيف تنشأ الجماعات الإرهابية ضمن سياقات طبقية واستغلالية معقدة. جمع الرواية بين التشويق البوليسي والتناول الاجتماعي، مستخدمة لغة تعكس اختلاف الشخصيات وخلفياتهم. تنسج الرواية عالمًا مأزوماً بين التطرف والفساد، حيث يتقاطع القدر مع محاولات الهروب منه، مما يجعلها عملاً مشوّقًا وعميق الدلالة، ما يمنحه طابعاً واقعياً وجدلياً، حيث تبقى قضايا القدر والسلطة والطبقية محورية في بنية الرواية.

## الشخصيات
- فواز الشرداح (فواز باشا): رجل أعمال ثري صعد من الفقر عبر زواجه من ابنة النافذ نايف شحادة. يعيش صراعًا مع نبوءة تتنبأ بموته على يد ابنه غير الشرعي، فيسعى عبثًا لتغيير مصيره.
- نايف شحادة: رجل أعمال قوي يتحكم بالأحداث من خلف الكواليس، يمثل القوى الخفية التي تصوغ مصائر الآخرين.
- عروب (العرافة): تنقل نبوءة تغير مجرى حياة فواز، لكنها في الواقع أداة بيد نايف شحادة.
- وليد (شرحبيل): ابن فواز غير الشرعي، ينشأ في بيئة دينية متشددة، ويصبح مقاتلًا في أفغانستان وسوريا، مما يجعله أداة انتقام دون وعي.
- منتهى الراية: امرأة فقيرة استغلها فواز، فتزوجت رجلاً بسيطًا لإخفاء حملها، وتمثل نموذج المرأة التي تحاول النجاة في مجتمع ظالم.
- ساري أبو أمينة: مساعد فواز الوفي، يرافقه في محاولته الفاشلة لتغيير القدر، لكنه ينتهي مصابًا جراء مكيدة.
- ضرار الغوري: جهادي سابق يستغل حاجته للمال لتنفيذ عملية قتل، لكنه ينقلب على أسياده، كاشفًا استغلال الجميع لبعضهم البعض.